# Laura Luca
Laura Luca, vero cognome De Luca (Milano, 28 novembre 1957), è una cantautrice italiana.

## Biografia
Diplomatasi in pianoforte al Conservatorio di musica di Milano, esordisce a vent'anni al Festival di Sanremo 1978 con Domani domani, ballata scritta da Gian Pieretti che riscuote un buon successo di pubblico e si affaccia alle zone alte delle classifiche di vendita. Il suo secondo singolo, Inutilmente tu, le permette di venire ospitata in varie trasmissioni televisive del periodo.
Nel 1979 partecipa al Festivalbar con Ragazzo fragile, e nello stesso periodo esce il suo primo album dal titolo Se mai ti stancassi di me prodotto da Bruno Tavernese, che include i brani Vento nel vento di Lucio Battisti e Mani su di me, versione italiana di Morning Morgantown di Joni Mitchell. Ha cantato nel coro per l'incisione di Ricominciamo, successo discografico di Adriano Pappalardo di cui è coautore proprio il suo produttore Tavernese.

### Gli anni ottanta
Nel 1980 incide Eri come me e l'anno seguente Baci baci, canzone pop disimpegnata che ottiene ancora un discreto successo. Nel 1982 abbandona lo stile cantautorale che aveva caratterizzato i suoi esordi per passare ad atmosfere più aggressive, e incide l'album pop rock Tunnel partecipando ad Azzurro, manifestazione musicale televisiva ideata da Vittorio Salvetti, con i brani Raggi di sole e Amsterdam. Nel 1983 partecipa a Un disco per l'estate, classificandosi al terzo posto con la canzone Mare, che ottiene un buon successo radiofonico.
Dopo un periodo di tempo trascorso all'estero e un tour negli Stati Uniti d'America e in Canada, Laura Luca incide nel 1988 l'album Sex or Love? con brani in inglese, francese e spagnolo. Con il brano Fango partecipa a un programma televisivo giapponese, riscuotendo un buon successo. L'anno parte in tournée in varie città giapponesi, dove conoscerà Marco, suo futuro marito.
Dopo il matrimonio, Laura ha ridotto l'impegno artistico per occuparsi maggiormente della famiglia. È tornata però al lavoro con il suo storico produttore Bruno Tavernese nella gestione di una casa di edizioni di basi musicali, la Alta Marea Music, ed è apparsa in televisione come ospite in alcune trasmissioni di revival musicali, quali Matricole e meteore (1998), 50 canzonissime (2007), I migliori anni (2008 e 2009) e Ciak, si canta! (2010), riproponendo i suoi successi sanremesi.
Ha abbandonato la carriera artistica e si dedica alla famiglia.

## Discografia

### Album
- 1979 - Se mai ti stancassi di me  (Dischi Ricordi, SMRL 6251)
- 1982 - Tunnel  (Fonit Cetra, LPX 104)
- 1988 - Sex or love? (Alta Marea, AM 1001)
- 1998 - Domani domani (D.V. More Record, CDDV 6231) (raccolta)

### Singoli
- 1978 - Domani domani/Solo un'emozione  (Dischi Ricordi, SRL 10857)
- 1978 - Inutilmente tu/Mezza mela (Dischi Ricordi, SRL 10882)
- 1979 - Ragazzo fragile/La tenerezza (Dischi Ricordi, SRL 10904)
- 1980 - Eri come me/Amarsi qui (Dischi Ricordi, SRL 10913)
- 1981 - Baci baci/Zitto  (Dischi Ricordi, SRL 10930)
- 1982 - Raggi di sole/D'oro e d'argento (Fonit Cetra, SP 1771)
- 1983 - Mare/Che male mi fai (CBS, A 3369)
- 1984 - Liberi/Din don dan (CBS,  A 4168)
- 1987 - Fango/Undici lune (Alta Marea), AM 102)